# Francisco de Sousa Paraíso
Francisco de Sousa Paraíso (1793 — 12 de maio de 1843) foi um juiz de fora, ouvidor de comarca e político brasileiro.
Foi deputado geral, presidente de província e senador do Império do Brasil, de 1838 a 1833.